# A Budapesti Kereskedelmi és Iparkamara elismerései
A Budapesti Kereskedelmi és Iparkamara, valamint annak tagozatai rendszeresen adományoznak díjakat, elismeréseket, okleveleket kiemelkedő munkát végző tagjaik számára, elsősorban a Kamarai Napok alkalmából.

## Főváros Gazdaságáért Díj
A díjat a gazdasági életben, a vállalkozói tevékenységben és a főváros fejlesztésében nyújtott szolgáltatások területén folyamatosan kiegyensúlyozott, kiemelkedő eredményekért adják.
Díjazottak:
| Év   | Díjazottak |
| ---- | --- |
| 2000 | Kocsenda Miklósné e.v. Hídépítő Rt. Westel 900 GSM Mobil Távközlési Rt. Adu Oktatási Központ Csepel Budapesti Nagybani Piac Zrt. CBA Kereskedelmi Kft.                                                                     |
| 2001 | Budapesti Közlekedési Vállalat Rt. Nomina 3P Oktatásszervező és Szolgáltató Zrt. NÓNIUSZ Szerszám és Kereskedőház Rt. Adu Oktatási Központ Csepel Geodézia Térképészeti Zrt.                                               |
| 2002 | Bóna Vasker Kft. Budapesti Elektromos Művek Rt. Kispest Húsker. Kft. Richter Gedeon Vegyészeti Gyár Rt. Allianz Hungária Zrt. Perfekt Gazdasági Tanácsadó, Oktató és Kiadó Zrt.                                            |
| 2003 | Ganz Kapcsoló és Készülékgyártó Kft. Magyar Telekom Rt. Masped Rt. OTP Befektetési Ingatlanforg. és Vagyonkezelő Rt. Thyssenkrupp Ferroglobus Zrt. Tolnai Iparcikk Centrum Kft. Fővárosi Vízművek Zrt. Magyar Építő Zrt.   |
| 2004 | Kovács és Kovács Ker. és Autójavító Rt. Magyar Export-Import Bank Rt. Országos Fordító és Fordításhitelesítő Rt. Stella Kereskedelmi és Ipari Zrt. Uvaterv Út-és Vasúttervező Rt. OKSZ Kft. Universitas Iskola Szövetkezet |
| 2005 | "Kispest Hús" Kft. Kos és Bika Reklámstúdió Trigránit Zrt. |
| 2006 | Kmetty és Kmetty Üzletlánc Bt. Pálos György ev. |
| 2007 | Budapesti Közlekedési Vállalat Hungarofilm Kft. Kereskedelmi és Idegenforgalmi Továbbképzős Kft. Vegyépszer Építő és Szerelő Zrt. Budapesti Nagybani Piac Zrt.                                                             |
| 2008 | Főváros Önkormányzat Csarnok és Piac Igazgatósága MCS Managament & Kontrolling-Service Kft. Metaplast GEAR Technoloty Fogaskerék Gyártó Kkt.                                                                               |
| 2009 | Fővárosi Vízművek Zrt. EGIS Gyógyszergyár Nyrt. Budapesti Nagybani Piac Zrt. CBA Kereskedelmi Kft. Geodézia Térképészeti Zrt.                                                                                              |
| 2010 | Trigránit Zrt. Allianz Hungária Biztosító Rt Pálos György e.v. Országos Kereskedelmi Szövetség Konkoly Kálmán ev. NÓNIUSZ Szerszám és Kereskedőház Rt. OKSZ Kft. Kos és Bika Reklámstúdió                                  |
| 2011 | Hungária Biztosító Rt. MOL Rt. Richter Gedeon Rt. Perfekt Gazdasági Tanácsadó, Oktató és Kiadó Zrt. |
| 2012 | Budapest Főváros Vagyonkezelő Központ Zrt. Dinax Kft. Futureál Holding Vagyonkezelő és Ingatlanhasznosító Zrt. INFORG Ingatlanforgalmazó és Gazdasági Tanácsadó Zrt. KING ELEKTRO Szolgáltató és Kereskedelmi Kft.         |
| 2013 | CBA-Gourmand Kft. Knorr-Bremse Vasúti Járműrendszerek Hungária Kft. Universitas Iskola Szövetkezet |
| 2014 | OTP Bank Nyrt. Parragh Kft. CBA Kereskedelmi Kft. |
| 2015 | BÁV Zrt. MKB Bank Zrt. Magyar Építő Zrt. |
| 2016 | Békési István ev. Magyar Telekom Nyrt. Rév és Társai Kereskedelmi Zrt. Volánbusz Zrt. |
| 2017 | Budapest Hitel-és Fejlesztési Bank Zrt. E-Mobi Kft. MMPC Tanácsadó és Szolgáltató Bt. |
| 2018 | Gablini Cégcsoport IBH Innovációs és Befektetési Holdig Zrt. VLK Cresa Kft. |

## BKIK Aranygyűrű
Díjazottak:
| Év   | Díjazottak |
| ---- | --- |
| 2010 | Asbóth Arthur dr. (posztumusz) Dr. Vadász György Drimál István Házi Zoltán Kisberk László Kiss Zoltán dr. Kmetty Ágoston László Sándor Semmelweis Tibor Szatmáryné J. Angéla Tóth Imre |
| 2015 | Bartos Gábor Faragó Ilona Kálmán István Koji László Rév András |

## Kamarai Életműdíj
Díjazottak:
| Év   | Díjazottak                                     |
| ---- | ---------------------------------------------- |
| 2014 | Drimál István                                  |
| 2015 | Kiss Zoltán dr. Szatmáryné J. Angéla Tóth Imre |
| 2018 | Dudás Zoltán (Ipari Tagozat)                   |

## BKIK Emlékplakett
Az emlékplakettet a kamarai közéletben, a fővárosi, szakmai érdekképviseleti szervezetekkel folytatott kapcsolatok ápolásában végzett tevékenységért adják.
Díjazottak:
| Év   | Díjazottak |
| ---- | --- |
| 1997 | Dr. Joseph Schwarz |
| 2000 | Aba Botond Békési István Bisztray György Császi Ferenc dr. Édl Román Elter István Füredi István Gellei László (posztumusz) Jakab László Kárpáti Zsuzsanna Kernya József Kisberk László Kmetty Ágoston László József László Péter Lepp László Macskásy Pál Marjay Gyula Mlinarics József dr. Nagy Róza dr. Németh Péter Pálmai Zoltán dr. Prim Klára Rév András Schmidt Tamás Schneider Péter dr. Semmelweis Tibor Sipka Júlia dr. Stiga András Szatmáryné J. Angéla Székelyné Rákosi Judit Széles Sándor Szentgyörgyi Lajos Tardos János Varga József |
| 2001 | Antal Attila Bagyánszky Pálné Csák Attila dr. Erdődy Viktor Gegesy Ferenc dr. Gerbovits József Király József Kocsis László Németh László dr. Nyeste László Semmelweis Tibor Földes Sándor Csoltó Gábor Szántóné Csajághy Katalin Szabó Béla dr. |
| 2002 | Bata Mihály Benedek András dr. Benkő Csaba Drimál István Hargitai Zoltán Karikás György Keszthelyiné Hetyei Zsuzsanna Körösiné Nagy Gabriella Rusznák Imre Szabóné Pákozdi Éva Tarjányi János Varga Péter Velebny József Dorogi András Horváth György dr. Kovács József |
| 2003 | Bartke István dr. Benedek Györgyné Bretz Gyula Csapó György Györffy Károly Joó Imréné Mózes Tamás Németi Lajos Nietsch Tamás Pakucs János dr. Pintér Károly Schiffer János dr. Tarlós István Tóth József dr. Vörös István Lednyiczky Zsigmond |
| 2004 | Balázs Géza dr. Böröczffy István Dercze Tamás dr. Diós János Hatvani Szabó János dr. Hoffmann Péter Kelecsényi István dr. Lebekné dr. Vajda Mária Légrádi László Marjay Gyula Mester László dr. Siklósi Attila (posztumusz) Sinka Lajos Sipeki József Fehér Gábor Kovács László Bíró Sándor |
| 2005 | Apáthy Endre Asbóth Arthur dr. Csuka Tünde Denke Zsolt dr. Dudás Zoltán Fekete Balázs Gergely Imre Jókai Oszkár Kemenes Adrienne Keszthelyi Péter Marjay Gyula Polgár Andrásné Terék Attila dr. Terényi Istvánné Verók István Marschalkó Tamásné |
| 2006 | Antal Györgyné Dr. Bárczay András Dr. Noszkay Erzsébet Dr. Pálmai Zoltán Herz György Hunvald György Leitold Károly Marosán Sándor Molnár Ilonka Pákozdi Kálmán Sárkány Paula Winkler Péter Lowescher Vilmos Boda E. György |
| 2007 | Bartal László Bodzsár Frigyesné Bögösné Faragó Ilona Brányik Ágnes Csűrös Alíz Dr. Csák Attila Dr. Vadász György Hoffmann Péter Király József Konrád Lipót Németh Péter Földes Sándor |
| 2008 | Aubel Ervin Domina István Dr. Bánki Frigyes Gál Károly Gömbös Attila Hajdú László Hargitai Zoltán Jókai István Kott Zoltán Pető Ernő Pintér Béla Rusznák János Szántai Sárközi Ambrus Szabó Béla dr. Dorogi András Marschalkó Tamásné Dr. Szabó Béla |
| 2009 | Berkó Károly Bóna Zoltán Dr. Kálix Géza dr. Kerényi István Dr. Nagy László Ferenci Zoltán Hámori Erzsébet Horváth Ferenc Kerényi István Lányi Pál Marosi Ilona Simó Tiborné Szécsényi István |
| 2010 | Csapkai Györgyné Cseresnyés Gábor dr. Csiba András Hóbor Lajosné Király Dénes Koji László Komka Géza László Béla Netkovszky Kálmán Szabó Tamás Tomán Edit Varga József |
| 2011 | Balázs Iván Dózsa György Dr. Poór József Fodor Ervin Gál Gábor Köves Balázs Lábody Imre dr. Oláh Csaba Pető Gábor Sági István Csoltó Gábor Lowescher Vilmos Kertész Júlia |
| 2012 | Dr. Farkas Éva Dr. Nagyiványi András Dr. Odrobina László Dr. Potóczki György Dr. Szilágyi András Egedy Barna Gablini Gábor Házi Zoltán Horváth Gergely Jung Csaba Novák Ernő Szedlárné Gáll Ibolya Ughy Attila Szántóné Csajághy Katalin Fehér Gábor Kovács László |
| 2013 | Aranyosi János Dr. Béza Dániel Dr. Sztranyák József Molnár Zoltán Pör Gergely Sarkadi Károly Szoó János Szűcsné dr. Osztoics Irén Tarcsa László Zöld Mihály Zsom József |
| 2014 | Bartos Gábor Bazsó Ildikó Demeter János Dr. Steier József Galiotti Gábor Grünberger Tamás Kálmán István Rózsavölgyi János Varga Ferenc Kertész Júlia Gulyás József |
| 2015 | Barkó Imre Bella Sándor dr. Barna Orsolya Hinora Bálint Klinka László Liptay Péter Németh Tibor Szuhai Nóra Horváth György dr. Lednyiczky Zsigmond |
| 2016 | Bártfay Endre György Csonka Tibor Erdős Gáborné Gondos György Herczku Gyula Kárpáti Kamill Kecskés Gábor László Zsuzsanna Rubik P. Pál Sepsi Zsigmond Trembeczki István |
| 2017 | Bartal László Bornemisza Miklós Bozsik István Gergely László Nagy Magdolna Németh Miklós dr. Noszkay Erzsébet dr. Pusztai Péter Szabó Ottó Tamás Miklós Vervoszki Tímea |
| 2018 | Bélai Ernő Dr. Diós Jánosné Felföldi Irén dr. Gerő Rudolf (posztumusz) Konkoly Kálmán (posztumusz) Kosik György Kovács János Kovács József Kutor Géza Mauks Rudolf Tankó Zoltán Kovács József Bíró Sándor Boda E. György (posztumusz) Dr. Szabó Béla Gulyás József |

## BKIK Oklevél
Az okleveleket a kamarai közéletben kiemelkedő munkát végző vállalkozók számára adják.
Díjazottak:
| Év   | Díjazottak |
| ---- | --- |
| 2001 | Szabó Öntöde Kft. |
| 2002 | Bodzsár Frigyesné Csöndör Lajos Geodéziai és Térképészeti Rt. Hajba László Kárpáti Zsuzsanna Kiss Zoltán dr. Szűcs László Talix System Kft. Travál Istvánné özv. |
| 2003 | Ákos Géza Baumholczer Tamás Bíró Sándor Borsos Lajos Bögösné Faragó Ilona Csányi László dr. Erdőhegyi Gábor Erdős Sándorné Katona László Konrád Lipót Kóté Lászlóné Kovács József László Sándor Merényi László Németh Sándor Pálos György Veszteg József Zentay Géza |
| 2004 | Antal Györgyné dr. Bassóné Mosonyi Ilona Boda E. György Bubla Gyula Csanádi Péter Dedeó Gyuláné Ferenczy Imréné Gombás Andrásné Gondos György Helényi Mihály Hencz Vilmos Kováts Endre Kun József Mihály László Sarkadi Károly Werli József |
| 2005 | Bán Péterné Berkó Károly Bodzsár Frigyesné Bonyhády Elek Egervári Márton Gámán-Morvay Katalin Hámori Péter Harangozó György Józsa Béla Kárpáti Kamill Kertész János Kláris Attila Kott Zoltán Krizsevszky Adrienne Lábody Imre dr. Lakatosné Győri Katalin Lednyiczky Zsigmond Németh Tibor Noszkay Erzsébet dr. Pálmai Zoltán dr. Pető Gábor Prim Klára (10. évforduló) Sefcsik Béla Sniczler Károly Varga Zoltán Várhelyi András Zsom József |
| 2006 | Bálintné Horváth Tünde Balogh János Bogdán Tibor Cseresnyés Gábor dr. Dr. Kálix Géza Dr. Kovács István Dr. Lakos István Gál Károly Hargitai Zoltán Kálmán István Kári János Knizer Béla Krieger Artúr Kulcsár Péter Lőrincz Miklósné Matlák Zoltán Mosonyi Ilona Németh Gergely Szabados József Szőke Attila Vámos György Vámos Magda Veszteg József                                                                                           |
| 2007 | Alpári György Balla Katalin Bartos Gábor Elekes Balázsné Hámori Éva Ivánkainé dr. Ágotai Irén Jakab László Járay György Kerényi István Lázár Sándor Ritz Tibor Sarkadi Károly Schmell János Vámos Zsolt Várhegyi Éva |
| 2008 | Báncs Ferenc Bokros Tamásné Csiba András Dallos Gyula Dr. Nagy László Dudás Zoltán Egervári Márton Gondos György Hegyaljai István Kárpáti Kamill Marjay Gyula Mosonyi Ilona Németh Péter Pap Andrásné Turny Tibor Újvári Mária Végh Ágnes |
| 2009 | Bajziknél Tóth Erika Bíró István (posztumusz) Diószegi László Dr. Béza Dániel Dr. habil. Noszkay Erzsébet Lepp László Mihályné Czentek Erzsébet Novák Zsuzsanna Pataki László Séder József Szedlárné Gáll Ibolya Vizer József Zsitnyányi Attila |
| 2010 | Agárdi László Ákos Géza Dr. Farkas Éva Fellner Tibor Gergely László Grotte Péter Horváth Viktor Kabódi Ferenc Keller László Kis László Korcsmárné Zofahl Éva Kökény Ferenc Lengyel Beáta Marosán Sándor Nagy Katalin Sipeki József Szabó Ottó Szép Károly Tankó Zoltán Tarjányi János |
| 2011 | Andrási György Bata Mihály Boda E. György Bodzsár Frigyesné Fábián Sándor Gábor Judit Hinora Bálint Loidl Ervin Marnitzné Gaál Enikő Medzay Anikó Mucsi Géza Pappné Móró Gabriella Parposz Tamás Pör János Szabó Helga Tomán Edit Tóth Krisztina |
| 2012 | Dani Zoltán Dorogi András Dr. Garabits Károly Dr. Sztranyák József Erdős Gáborné Ernst László Gerő Rudolf Horák Attila László József Lőrincz Gergely Majláth Kálmán Nyerges Zoltán Pallay Tibor Pap István Patai Katalin Szalóki Gabriella |
| 2013 | Bajory Á. Rita dr. Koncz Tiborné Ecsedi Gyula Halmos László Hornek Ildikó Imre Miklós Kovács József Landwehr Klára Mihalcsik Gyuláné Morvai Gyula Nagy László Pintér Károly Varga Haszonics István Horváth Sándor |
| 2014 | Aubel Ervin Balogh Lajosné Bocsi Lőrinc Bornemisza Miklós Dr. Cseresnyés Gábor Dr. Jankó Tamás Dr. Kovács József Dr. Medgyessy Ildikó Dr. Szabó Béla Földes Sándor Hovanecz Szabolcs Kovács Ottó Loidl Ervin Mauks Rudolf Mészáros Péter Mittler Ivánné Németh Gergely Paládi István Rády Árpád Szántóné Csajághy Katalin Széles Pál Tarcsa László Zomboriné Veress Ilona                                                                      |
| 2015 | Agárdi László Ábrán Attila József Baumholczer Tamás Cselényi Krisztina dr. Havas Jenő dr. Németh Miklós dr. Szabó Krisztina Gálfi László Gelencsér Lajosné Gondáné Bach Judit Gondos György Keller István Kozma Viktor Kutor Géza Páricsi Zoltán Szatmáry Aranka |
| 2016 | Dr. Diós Jánosné dr. Szintayné Mányik Katalin Jolán Egervári Márton ifj. Faragó Katalin Kardos Tibor Kárpáti Péter Landwehr Klára Marek György Metál Zoltán Mihály Ferenc Nag Zsolt Nyers Alex Singer János Szabó Helga Szabó Máté Szilágyi László Tar Judit Verovszki Tímea Zsabka Zsolt Horváth Sándor |
| 2017 | Bokros Tamásné Farkas Magdolna Flaschner Kálmán Gál Gábor László Zsuzsanna Liptay Péter Nagy Sándor Nedoba Gergely Ódor Ervinné dr. Szabó Tamás Szabó Tamás dr. Tóth Dániel Zékány Zoltán |
| 2018 | Aubel Ervin (posztumusz) Benyovszki Beatrix Cserey Miklós Gergely Gábor dr. Hronszky Imre Kardos Kázmér dr. Klinkáné Kucsma Katalin Lénárt Zoltán Mészáros Erika Nagy Magdolna Nánásy Csaba Sajó Ákos Szabó Ottó Vajda Mária Piroska |

## Aranymérleg-díj
Az Aranymérleg-díjat a BKIK Kereskedelmi Tagozata adományozza a kereskedelem területen kiemelkedő munkát végző vállalkozóknak.
Díjazottak:
| Év   | Díjazottak                                                                          |
| ---- | ----------------------------------------------------------------------------------- |
| 2009 | Alpári György Békési István Kisberk László Kmetty Ágoston                           |
| 2010 | Boda E. György Gergely László Hinora Bálint Szőke Attila                            |
| 2011 | Erdős Sándorné Kárpáti Zsuzsanna Szatmáryné J. Angéla Tolnai Zoltán                 |
| 2012 | Aubel Ervin Bata Mihály Rév András Somorai László                                   |
| 2013 | Bornemisza Miklós Hronszky Imre Kmetty Ágostonné Simó Tiborné                       |
| 2014 | Házi Zoltán Jung Csaba Kárpáti Kamill Keszthelyi Péter                              |
| 2015 | Csűrös Alíz Kári János Medzay Anikó Rády Árpád                                      |
| 2016 | Dr. Jankó Tamás dr. Koncz Tiborné Rózsavölgyi János Vámos György                    |
| 2017 | Bartos Gábor Sarkadi Károly Tomán Edit                                              |
| 2018 | Bártfay Endre György Csonka Tibor Szántóné Csajághy Katalin Tarcsáné Suhajda Ildikó |

## Aranykéz Emlékplakett
A BKIK Kézműipari Tagozata által adományozott elismerés.
Díjazottak:
| Év   | Díjazottak |
| ---- | --- |
| 1997 | Dr. Rátonyi Pálné Farkas László Feszl István optikus Grünberger Tamás Horváth Károly Péter Benedek Zámbó Elemér |
| 1999 | Balassy József Fodor Ervin Hámori Erzsébet Kernya József Nyeste László Pető Gábor Végh Árpád                    |
| 2000 | Iriczfalvi Gábor László Sándor Németi Lajos Szántóné Csajághy Katalin                                           |
| 2001 | Ferenczy Imréné Gömörei József László Péter                                                                     |
| 2002 | Hámori Péter Király József Rusznák János                                                                        |
| 2003 | Böszörményi Tibor Knieps Franz Joseph Konkoly Kálmán Vénusz Gyula                                               |
| 2004 | Bösendorfer Ferenc Fred Balsam Kocsenda Miklósné Semmelweis Tibor                                               |
| 2005 | Konrád Lipót Pálos György Vörös István                                                                          |
| 2007 | László Sándor Pintér Károly Werli József                                                                        |
| 2008 | Hajas László Kálmán István Papp Sándor                                                                          |
| 2009 | Bogdán Tibor Papasz Vasziliosz Tengerdy Gabriella                                                               |
| 2010 | Balogh Lajosné Gondos György Szörényi András                                                                    |
| 2011 | Nagy László Tóth Erika Katalin Turányi Ernő                                                                     |
| 2012 | Lendvai Tamás Mihály Lászlóné Tóth János                                                                        |
| 2013 | Babanecz Csaba Korom Gyula Kónya Lajos                                                                          |
| 2017 | Galiotti Gábor Mauks Rudolf                                                                                     |
| 2018 | Adonyi Kata Müller György Vervoszki Tímea                                                                       |

## Az Év Közlekedési Vállalkozója díj
Díjazottak:
| Év   | Díjazottak                           |
| ---- | ------------------------------------ |
| 2004 | Kovács Imre Nedeczky Tibor Pető Ernő |
| 2005 | Metzger Lajos                        |
| 2007 | Surányi Attila (6x6 Taxi)            |
| 2008 | Tamás Miklós (City Taxi)             |
| 2009 | Forgács Antal                        |
| 2011 | Pető Ernő                            |
| 2012 | Somogyi Zsolt                        |

## Haltenberger Samu Emlékplakett
A BKIK taxis vállalkozók számára alapított elismerése.
Díjazottak:
| Év   | Díjazottak                                              |
| ---- | ------------------------------------------------------- |
| 2004 | Nagy Zoltán Pócsi Sándor Simon Gyula Tőgyesi József     |
| 2005 | Kondek János Nagy András Simon László                   |
| 2007 | Czainkó Zoltán Lukács István Szabó György               |
| 2008 | Dombai Zoltán Farkas Tamás Finkenzeller Tamás           |
| 2009 | Goldstein Róbert Szőllősi Imre Forgó Béla               |
| 2010 | Dankó Imre Bogár László Dr. Szeri István Lolbert István |
| 2011 | Kovács Károly Lakatos Sándor Sándorné Jacsó Mária       |
| 2012 | Csizmadia János Sipeki József Szárnyas Gyula            |
| 2013 | Balogh Sándor Czagány Andrásné                          |
| 2014 | Kocsis Ákos Németh Gábor                                |
| 2015 | Forgó Béla Ádám József Csepregi Tamás                   |
| 2018 | Beschenbacher Kornélné Trimmel-Bauer Zoltán             |

## Budapest Kerületeiért emlékérem
Az emlékérmet a Budapest kerületeiben kiemelkedő munkát kifejtő személyeknek adományozzák 2012 óta.
Díjazottak:
| Év   | Díjazottak                                                         |
| ---- | ------------------------------------------------------------------ |
| 2012 | Bata Mihály Jakab László Marjay Gyula                              |
| 2013 | Gál Károly Hencz Vilmos Lowescher Vilmos                           |
| 2014 | Boda E. György Tóth Imre                                           |
| 2015 | Bellovics Péter Kalaus Valter Kovács Péter Lencse János            |
| 2016 | Klinka László Kovács Róbert Szántóné Csajághy Katalin              |
| 2017 | Dr. Cseresnyés Gábor Ferdinandy István Kocsis Máté dr. László Béla |
| 2018 | Kovács László Németh Tibor                                         |

## 10 éves Békéltető testületi munkáért elismerő oklevél
Díjazottak:
| Év   | Díjazottak                                                                                                 |
| ---- | --- |
| 2009 | Baranovszky György Földes Sándor Gyulainé dr. Tóth Zsuzsanna Horváth György dr. Pintér Károly Pirok György |

## Külön Elnöki Elismerés
Díjazottak:
| Év   | Díjazottak                             |
| ---- | -------------------------------------- |
| 2008 | Bodzsár Frigyesné Dr. Cseresnyés Gábor |

## Tagcsoport Elnökök Kollégiumának Oklevele
Díjazottak:
| Év   | Díjazottak                           |
| ---- | ------------------------------------ |
| 2012 | Hámori Erzsébet Travál Istvánné özv. |